# S/2015 (136472) 1
S/2015 (136472) 1 (nieoficjalnie nazywany „MK 2”) – naturalny satelita planety karłowatej Makemake, odkryty na zdjęciach wykonanych 27 kwietnia 2015 przez Kosmiczny Teleskop Hubble’a. Odkrycie ogłoszono 26 kwietnia 2016.
Księżyc ten jest bardzo ciemny w porównaniu z Makemake, co utrudniło jego wykrycie. Wstępne oceny wskazują, że z Ziemi jest on obserwowany w płaszczyźnie orbity, przez co przeważnie światło odbite od jego powierzchni ginie w blasku większego obiektu. Przed odkryciem księżyca obserwacje Makemake w podczerwieni wskazywały, że niektóre fragmenty jego jasnej i zimnej powierzchni są wyraźnie cieplejsze od innych, co tłumaczono istnieniem ciemniejszych plam, które ogrzewało Słońce. Jednak obserwowana jasność tej planety karłowatej nie zmieniała się wraz z obrotem, jak wynikałoby z tej hipotezy. Odkrycie ciemnego księżyca wskazuje, że to jego powierzchnia była jaśniejsza w podczerwieni (cieplejsza). Istnieje kilka możliwych wyjaśnień dużej różnicy jasności między Makemake a jego towarzyszem; jedna z hipotez zakłada, że ze względu na słabe przyciąganie księżyc nie mógł utrzymać lodowej skorupy. Lód z jego powierzchni wysublimował wskutek ogrzewania przez Słońce, pozostawiając ciemniejszą materię, tak jak ma to miejsce w przypadku jąder komet.